# Kot (rodzaj ssaków)
Kot (Felis) – rodzaj drapieżnych ssaków z podrodziny kotów (Felinae) w obrębie rodziny kotowatych (Felidae).

## Rozmieszczenie geograficzne
Rodzaj obejmuje gatunki występujące w Europie (Wielka Brytania, Portugalia, Gibraltar, Hiszpania, Andora, Francja, Belgia, Luksemburg, Niemcy, Łotwa, Litwa, Białoruś, Ukraina, Polska, Słowacja, Austria, Szwajcaria, Włochy, Słowenia, Węgry, Chorwacja, Bośnia i Hercegowina, Czarnogóra, Albania, Grecja, Macedonia Północna, Bułgaria, Serbia, Rumunia i Mołdawia), Azji (Rosja, Gruzja, Armenia, Azerbejdżan, Turcja, Syria, Liban, Izrael, Jordania, Arabia Saudyjska, Jemen, Oman, Zjednoczone Emiraty Arabskie, Katar, Kuwejt, Irak, Iran, Turkmenistan, Uzbekistan, Kazachstan, Mongolia, Chińska Republika Ludowa, Kirgistan, Tadżykistan, Afganistan, Pakistan, Indie, Sri Lanka, Nepal, Bhutan, Bangladesz, Mjanma, Laos, Wietnam, Kambodża i Tajlandia) i Afryce (Egipt, Libia, Tunezja, Algieria, Maroko, Sahara Zachodnia, Mauretania, Senegal, Gambia, Gwinea Bissau, Gwinea, Sierra Leone, Mali, Burkinie Faso, Ghana, Togo, Benin, Niger, Nigeria, Kamerun, Czad, Sudan, Erytrea, Dżibuti, Somalia, Etiopia, Sudan Południowy, Republika Środkowoafrykańska, Kongo, Demokratyczna Republika Konga, Rwanda, Burundi, Uganda, Kenia, Tanzania, Malawi, Zambia, Angola, Namibia, Botswana, Zimbabwe, Mozambik, Eswatini, Lesotho i Południowa Afryka).

## Morfologia
Długość ciała (bez ogona) 36–85 cm, długość ogona 12,6–36,8 cm; masa ciała 1,2–12 kg (samce są większe i cięższe od samic).

## Systematyka
Rodzaj zdefiniował w 1758 roku szwedzki przyrodnik Karol Linneusz w 10 wydaniu Systema Naturae, publikacji swojego autorstwa poświęconej systematyce minerałów, roślin i zwierząt. Linneusz wymienił siedem gatunków – Felis catus Linnaeus, 1758, Felis pardalis Linnaeus, 1758, Felis lynx Linnaeus, 1758, Felis onca Linnaeus, 1758, Felis leo Linnaeus, 1758, Felis pardus Linnaeus, 1758 i Felis tigris Linnaeus, 1758 – z których gatunkiem typowym jest (Linneuszowska tautonimia) Felis catus Linnaeus, 1758.

### Etymologia
- Felis: łac. feles lub felis ‘kot’[15][16].
- Chaus: rodzima nazwa dla kota błotnego[17]. Gatunek typowy (Linneuszowska tautonimia): Felis chaus von Schreber, 1777.
- Catolynx: zbitka wyrazowa nazw rodzajów: Catus Frisch, 1775 (kot) oraz Lynx Kerr, 1792 (ryś)[18]. Gatunek typowy: Siewiercow wymienił cztery gatunki – Felis catus Linnaeus, 1758, Felis chaus von Schreber, 1777, Felis torquata F. Cuvier, 1842 i Felis caligata Temminck, 1825 – nie wskazując gatunku typowego; gatunek typowy (późniejsze oznaczenie)[19] – Felis chaus von Schreber, 1777.
- Otailurus: gr. ους ous, ωτος ōtos ‘ucho’; αιλουρος ailouros ‘kot’[20]. Gatunek typowy (oznaczenie monotypowe): Felis megalotis Müller, 1839 (= Felis catus Linnaeus, 1758).
- Catus: łac. catus ‘kot’[21]. Gatunek typowy (oznaczenie monotypowe): Felis catus Linnaeus, 1758.
- Mamfelisus: modyfikacja zaproponowana przez meksykańskiego przyrodnika Alfonso Luisa Herrerę w 1899 roku, polegająca na dodaniu do nazwy rodzaju przedrostka Mam (od Mammalia)[22].
- Poliailurus: gr. πολιος polios „szary”[23]; αιλουρος ailouros ‘kot’[24]. Gatunek typowy (oryginalne oznaczenie): Felis pallida Büchner, 1892 (= Felis bieti A. Milne-Edwards, 1892).
- Microfelis: gr. μικρος mikros ‘mały’[25]; rodzaj Felis Linnaeus, 1758 (kot). Gatunek typowy (oryginalne oznaczenie): Felis nigripes Burchell, 1824.
- Eremaelurus: gr. ερημια erēmia ‘pustynia’[26]; αιλουρος ailouros ‘kot’[24]. Gatunek typowy: Eremaelurus thinobius Ognev, 1927 (= Felis margarita Loche, 1858).
- Avitofelis: łac. avitus ‘pochodzący od przodków, dziedziczny’, od avus ‘dziadek’[27]; rodzaj Felis Linnaeus, 1758 (kot). Gatunek typowy (oryginalne oznaczenie): Avitofelis zitteli M. Kretzoi, 1930 (= Felis silvestris von Schreber, 1777).

### Podział systematyczny
Do rodzaju należą następujące gatunki:
| Grafika | Gatunek          | Autor i rok opisu      | Nazwa zwyczajowa | Podgatunki         | Rozmieszczenie geograficzne | Podstawowe wymiary                       | Status IUCN |
| ------- | ---------------- | ---------------------- | ---------------- | ------------------ | --- | ---------------------------------------- | ----------- |
|         | Felis chaus      | von Schreber, 1777     | kot błotny       | 3 podgatunki       | Egipt, Kaukaz, Bliski Wschód, Azja Środkowa (na północ do Kazachstanu), subkontynent indyjski, Sri Lanka, kontynentalna południowo-wschodnia Azja oraz zachodnia i południowa Chińska Republika Ludowa; zakres wysokości: do 1000 m n.p.m. | DC: 61–85 cm DO: 20–31 cm MC: 2,6–12 kg  | LC          |
|         | Felis nigripes   | Burchell, 1824         | kot czarnołapy   | gatunek monotypowy | obszar Karru i Kalahari w Namibii, Południowej Afryce i Botswanie, marginalnie w Zimbabwe; być może południowa Angola | DC: 36–52 cm DO: 12,6–20 cm MC: 1–2,4 kg | VU          |
|         | Felis margarita  | Loche, 1858            | kot pustynny     | 2 podgatunki       | rozproszone i fragmentaryczne populacje na pustyniach północnej Afryki (Sahara), Półwyspu Arabskiego i południowo-wschodniej Azji; zasięg niepewny; zakres wysokości: do 2000 m n.p.m.                                                     | DC: 39–52 cm DO: 23–31 cm MC: 1,3–3,4 kg | LC          |
|         | Felis bieti      | A. Milne-Edwards, 1892 | kot tybetański   | gatunek monotypowy | raportowany z Qinghai, Gansu i Syczuanu w Chińskiej Republice Ludowej; granice zasięgu nieokreślone; zakres wysokości: 2500–4100 m n.p.m.                                                                                                  | DC: 68–84 cm DO: 32–35 cm MC: 6,5–9 kg   | VU          |
|         | Felis lybica     | G. Forster, 1780       | kot nubijski     | 3 podgatunki       | większość Afryki (z wyjątkiem lasów deszczowych i części Sahary), Korsyka, Sardynia, Kreta, południowo-zachodnia i środkowa Azja do Indii, Chińskiej Republiki Lodowej i Mongolii; zakres wysokości: 0–2250 m n.p.m.                       | DC: 40–66 cm DO: 24–37 cm MC: 2,4–6,4 kg | LC          |
|         | Felis catus      | Linnaeus, 1758         | kot domowy       | gatunek monotypowy | cały świat | DC: 46–51 cm DO: 25–38 cm MC: 4,1–5,4 kg | GU          |
|         | Felis silvestris | von Schreber, 1777     | żbik europejski  | 2 podgatunki       | Europa na wschód do Karpat i rzeki Dniepr, Szkocja, Sycylia, Turcja i Kaukaz; introdukowany na Sardynii i Korsyce, prawdopodobnie również na Krecie; zakres wysokości: 0–3000 m n.p.m.                                                     | DC: 47–74 cm DO: 22–26 cm MC: 2–7 kg     | LC          |

Kategorie IUCN:  LC  – gatunek najmniejszej troski,  VU  – gatunek narażony; GU – gatunki udomowione nie podlegają ocenie IUCN.